# Цмин сильнопахнущий
Бессмертник сильнопахнущий (лат. Helichrysum graveolens) — многолетнее травянистое растение, вид рода Бессмертник (Helichrysum) семейства Астровые (Asteraceae).

## Распространение и экология
Ареал вида охватывает Балканский полуостров, Крым, Закавказье и Малую Азию. Описан с горы Чатырдаг в Крыму.
Произрастает на высоких яйлах (Крым), на субальпийских и альпийских (нижний пояс) лугах, на сухих склонах, нередко на известняках и по сухим каменистым руслам горных потоков.

## Ботаническое описание
Растение серо-зелёное, серое или беловато-серое от покрывающего его густого шерстистого опушения, образует рыхлую дерновину.
Корень не толстый, в поперечнике 2—3 (до 5) мм, деревянистый, бурый, ползучий, выпускающий многочисленные разветвления, заканчивающиеся прямостоящими цветущими стеблями высотой 15—20 (до 35) см и невысокими бесплодными побегами. Основания цветущих и стерильных побегов снабжены остатками отмерших листьев тёмно-бурого цвета.
Листья бесплодных побегов удлинённо-лопатчатые, притуплённые или едва приострённые, книзу постепенно оттянутые, длиной 3—5 см, шириной 4—7 мм; стеблевые листья короче, линейные или линейно-ланцетовидные, приострённые; верхние — нередко снабжены мягким шипиком.
Цветки несколько выступающие из обёртки, в числе 50—65, с пыльниковой трубкой, у центральных цветков заметно выдающейся из венчика. Корзинки средней величины, колокольчатые или шаровидные, многочисленные, на коротких цветоносах или почти сидячие, чаще всего собранные в густой компактный головчатый щиток, с очень густо лохмато шерстистыми цветоносами; щитки часто с плотно прилегающими к ним верхушечными листьями и вместе с ними, обычно с одной стороны, густопаутинисто-войлочно опушённые (иногда почти да самой вершины щитка). Листочки обёртки в числе около 40, лимонно- или серно-лимонно-жёлтые, блестящие, слегка и неравномерно-продольно-складчатые.

## Таксономия
Вид Бессмертник сильнопахнущий входит в род Бессмертник (Helichrysum) трибы Gnaphalieae подсемейства Астровые (Asteroideae) семейства Астровые (Asteraceae) порядка Астроцветные (Asterales).
|  |                                      |  |                                                              |                                                              |                    |  | ещё 12 семейств (согласно Системе APG III) | ещё 12 семейств (согласно Системе APG III)    |                                               |  |  |  | ещё 20 триб (согласно Системе APG III)         | ещё 20 триб (согласно Системе APG III)         |  |  |  |  | ещё от 500 до 600 видов | ещё от 500 до 600 видов |
|  |                                      |  |                                                              |                                                              |                    |  | ещё 12 семейств (согласно Системе APG III) | ещё 12 семейств (согласно Системе APG III)    |                                               |  |  |  | ещё 20 триб (согласно Системе APG III)         | ещё 20 триб (согласно Системе APG III)         |  |  |  |  | ещё от 500 до 600 видов | ещё от 500 до 600 видов |
|  |                                      |  |                                                              | порядок Астроцветные                                         |                    |  |                                            |                                               | подсемейство Астровые                         |  |  |  |                                                | род Бессмертник                                |  |  |  |  |                         |                         |
|  |                                      |  |                                                              | порядок Астроцветные                                         |                    |  |                                            |                                               | подсемейство Астровые                         |  |  |  |                                                | род Бессмертник                                |  |  |  |  |                         |                         |
|  | отдел Цветковые, или Покрытосеменные |  |                                                              |                                                              | семейство Астровые |  |                                            |                                               | триба Gnaphalieae                             |  |  |  | вид Бессмертник сильнопахнущий                 |                                                |  |  |  |  |                         |                         |
|  | отдел Цветковые, или Покрытосеменные |  |                                                              |                                                              |                    |  |                                            |                                               |                                               |  |  |  |                                                |                                                |  |  |  |  |                         |                         |
|  |                                      |  | ещё 44 порядка цветковых растений (согласно Системе APG III) | ещё 44 порядка цветковых растений (согласно Системе APG III) |                    |  |                                            | ещё 11 подсемейств (согласно Системе APG III) | ещё 11 подсемейств (согласно Системе APG III) |  |  |  | ещё более 130 родов (согласно Системе APG III) | ещё более 130 родов (согласно Системе APG III) |  |  |  |  |                         |                         |
|  |                                      |  |                                                              | ещё 44 порядка цветковых растений (согласно Системе APG III) |                    |  |                                            |                                               | ещё 11 подсемейств (согласно Системе APG III) |  |  |  |                                                | ещё более 130 родов (согласно Системе APG III) |  |  |  |  |                         |                         |